# Fanzel
Fanzel is een dorpje in de Belgische provincie Luxemburg. Het ligt in Mormont, een deelgemeente van Érezée.

## Geschiedenis
Op het eind van het ancien régime werd Fanzel een zelfstandige gemeente, maar deze werd in 1812 al opgeheven en bij Mormont gevoegd. Bij de gemeentelijke fusies van 1977 werd Soy een deelgemeente van Erezée.

## Bezienswaardigheden
- de Église Saint-Jean-Baptiste

Deelgemeenten: Amonines · Érezée · Mormont · Soy

Overige dorpen: Awez · Biron · Blier · Briscol · Clerheid · Erpigny · Estiné · Éveux · Fanzel · Fisenne · Hazeilles · Hoursinne · La Forge · Mélines · Oster · Sadzot · Wy

Belgische gemeenten · Arrondissement Marche-en-Famenne · Luxemburg · Wallonië